# 萨斯维尔
萨斯维尔（法語：Sasseville，法語發音：[sasvil]）是法国滨海塞纳省的一个市镇，属于迪耶普区。

## 地理
萨斯维尔（49°47'17"N, 0°40'53"E）面积6.19 平方千米，位于法国诺曼底大区滨海塞纳省，该省份为法国北部沿海省份，其西部及北部濒大西洋英吉利海峡，东起顺时针与索姆省、瓦兹省、厄尔省和卡爾瓦多斯省接壤。
与萨斯维尔接壤的市镇（或旧市镇、城区）包括：博维尔、卡尼-巴维尔、德罗赛、奥克维尔。

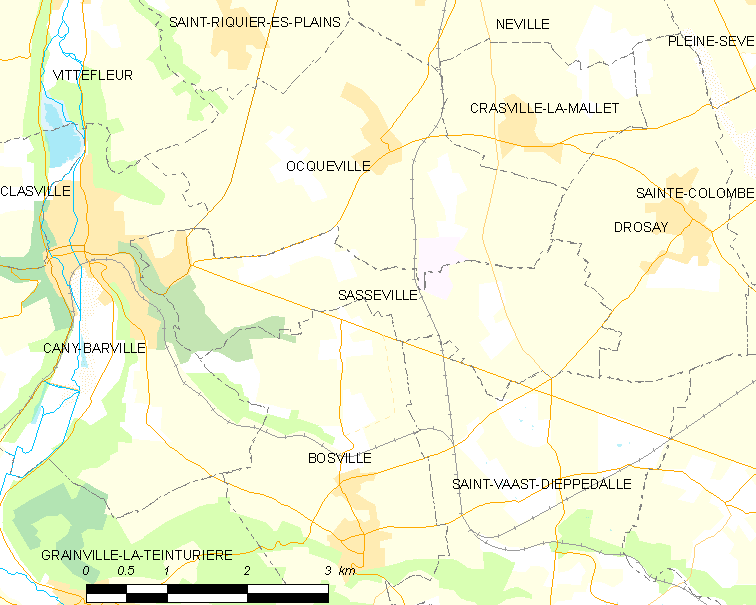
萨斯维尔的OSM定位图

萨斯维尔的时区为UTC+01:00、UTC+02:00（夏令时）。

## 行政
萨斯维尔的邮政编码为76450，INSEE市镇编码为76664。

## 政治
萨斯维尔所属的省级选区为科地区圣瓦勒里县。

## 人口

1962-2008年间萨斯维尔人口变化图示

萨斯维尔于2022年1月1日时的人口数量为260人。